# Premier VD
| VD ist das Kürzel für den Kanton Waadt in der Schweiz. Es wird verwendet, um Verwechslungen mit anderen Einträgen des Namens Premier zu vermeiden. |

Premier ist eine politische Gemeinde im Distrikt Jura-Nord vaudois des Kantons Waadt in der Schweiz.

## Geographie
Premier liegt auf 869 m ü. M., 7 km westsüdwestlich von Orbe und 17 km westsüdwestlich der Bezirkshauptstadt Yverdon-les-Bains (Luftlinie). Das Bauerndorf erstreckt sich am Jurasüdhang, nördlich des Taleinschnittes des Nozon, in aussichtsreicher Lage hoch über dem Flachland des Waadtländer Mittellandes.
Die Fläche des 6,1 km² grossen Gemeindegebiets umfasst einen Abschnitt des Waadtländer Juras. Der Gemeindeboden erstreckt sich vom Rand des Waldes Bois de Forel westwärts über die Wiesen von Premier und den Bois de Ban bis auf die Jurakette, welche die nordöstliche Fortsetzung der Dent de Vaulion bildet. Diese ist begrenzt durch die Täler der Orbe im Norden und des Nozon im Süden. Auf der Höhe Sur Grati wird mit 1170 m ü. M. der höchste Punkt von Premier erreicht. Hier befinden sich ausgedehnte Jurahochweiden mit den typischen mächtigen Fichten, die entweder einzeln oder in Gruppen stehen. Von der Gemeindefläche entfielen 1997 3 % auf Siedlungen, 49 % auf Wald und Gehölze und 48 % auf Landwirtschaft.
Zu Premier gehören einige Einzelhöfe. Die Nachbargemeinden von Premier sind im Nordwesten Vallorbe, im Südwesten Vaulion, im Süden Romainmôtier-Envy, im Osten Bretonnières und im Norden Les Clées.

## Bevölkerung
Mit 233 Einwohnern (Stand 31. Dezember 2023) gehört Premier zu den kleinen Gemeinden des Kantons Waadt. Von den Bewohnern sind 94,2 % französischsprachig, 2,4 % englischsprachig und 1,9 % deutschsprachig (Stand 2000). Die Bevölkerungszahl von Premier belief sich 1850 auf 292 Einwohner. Danach wurde bis 1970 (138 Einwohner) eine starke Abwanderung verzeichnet. Seither hat die Bevölkerung wieder deutlich zugenommen.

## Wirtschaft
Premier war lange Zeit ein hauptsächlich durch die Landwirtschaft geprägtes Dorf. Noch heute haben der Ackerbau, die Viehzucht und die Milchwirtschaft eine grosse Bedeutung. Vor allem im 19. Jahrhundert diente das Handwerk (Schmieden, Weberei und Holzverarbeitung) als wichtige Einnahmequelle, während das lokale Kleingewerbe heute nur noch wenige Arbeitsplätze anbietet. Da sich Premier in den letzten Jahrzehnten zu einer Wohngemeinde entwickelte, sind viele Erwerbstätige Wegpendler.

### Verkehr
Die Gemeinde liegt abseits der grösseren Durchgangsstrassen. Die Hauptzufahrt erfolgt von Romainmôtier-Envy her. Durch den Postautokurs, der von Croy nach Vaulion  verkehrt, ist Premier an das Netz des öffentlichen Verkehrs angebunden.

## Geschichte

Luftbild (1964)

Die erste schriftliche Erwähnung des Ortes erfolgte 1316 unter dem Namen Premyer; auch die Bezeichnung Prumier erschien in den Urkunden. Seit dem Mittelalter gehörte Premier zur Herrschaft Romainmôtier. Der Weiler Lanffrey unterhalb des Dorfes auf halbem Weg nach Romainmôtier wurde im 15. Jahrhundert aufgegeben. Mit der Eroberung der Waadt durch Bern im Jahr 1536 wurde Premier Teil der Kastlanei und Landvogtei Romainmôtier. Nach dem Zusammenbruch des Ancien Régime gehörte das Dorf von 1798 bis 1803 während der Helvetik zum Kanton Léman, der anschliessend mit der Inkraftsetzung der Mediationsverfassung im Kanton Waadt aufging. Es wurde 1798 dem Bezirk Orbe zugeteilt. In den Jahren 1884 und 1898 wurde Premier von schweren Feuersbrünsten heimgesucht.